# Ulica Skwierzyńska we Wrocławiu

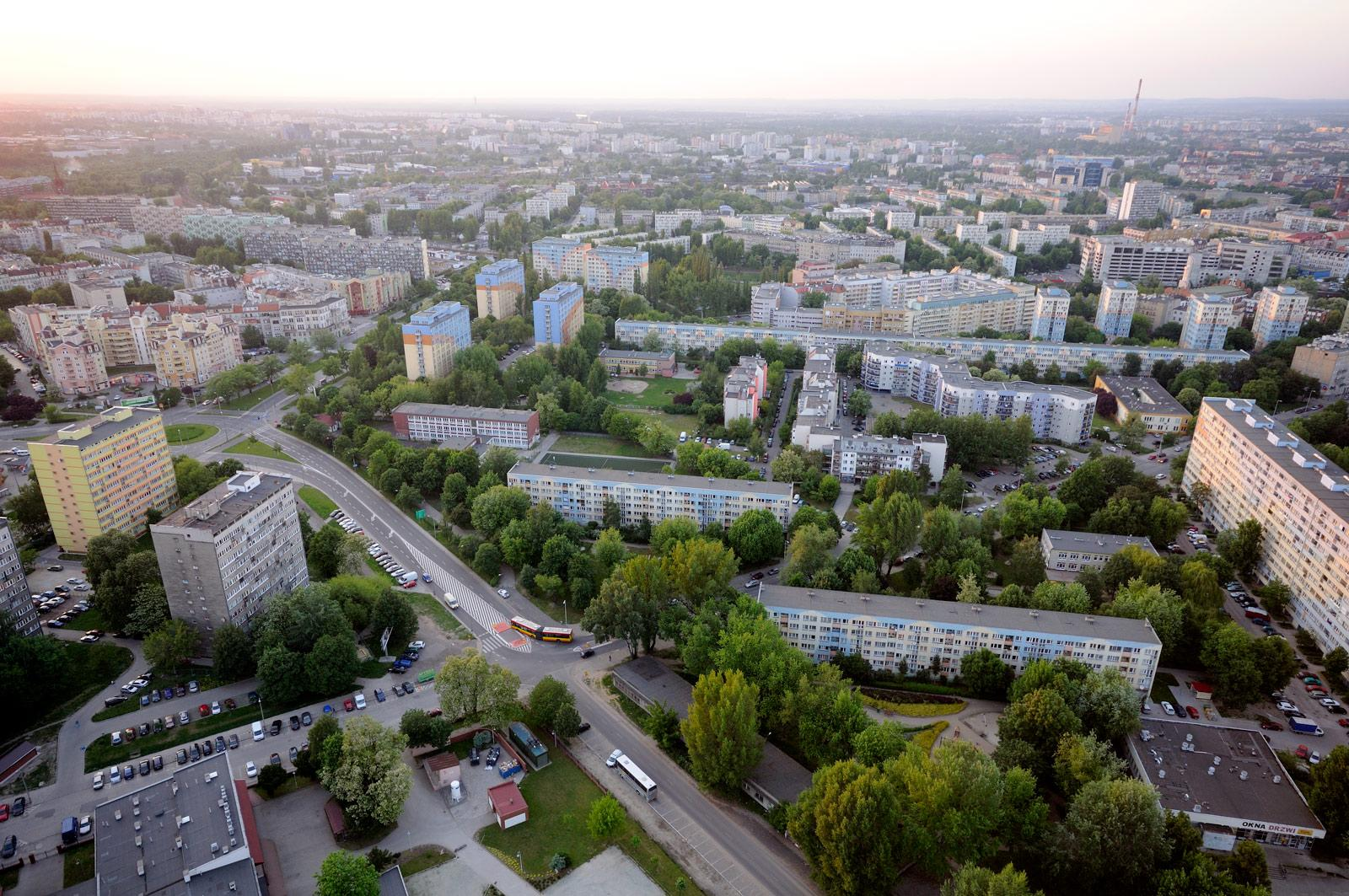
Osiedle Powstańców Śląskich i Gajowiceu-us

Ulica Skwierzyńska – ulica położona we Wrocławiu, łącząca ulicę Owsianą z ulicą Żelazną, na osiedlu Powstańców Śląskich w dawnej dzielnicy Krzyki (odcinek od ulicy Owsianej do ulicy Zaporoskiej) oraz na osiedlu Gajowice, w dawnej dzielnicy Fabryczna (odcinek od ulicy Zaporoskiej do ulicy Żelaznej). Ulica ma 745 m długości.

## Historia
Ulica rozpoczyna się na skrzyżowaniu z ulicą Owsianą. Projekt tej ulicy powstał w planie regulacyjnym z 1895 r., a wytyczona została w 1904 r. przy nowo wzniesionym nasypie kolejowym. Rejon ten zabudowany został kamienicami czynszowymi, z wyjątkiem narożnej parceli przy skrzyżowaniu z ulicą Skwierzyńską przeznaczonej na szkołę. Powstało tu osiedle o zwartej, gęstej zabudowie pierzejowej w poszczególnych kwartałach ulic. Dalej ulica krzyżuje się z ulicą Lubuską, która jako droga istniała już od 1373 r. i ulicą Lwowską powstałą i zabudowaną na przełomie XIX i XX wieku.
Około 1903 r. powstały pierwsze plany budowy szkoły, wraz z budynkiem pomocniczym (mieszkalnym) przy ulicy Skwierzyńskiej 1-7. Istnieją wzmianki, iż w projekcie uczestniczył Richard Plüddemann lub osoby z jego pracowni architektonicznej. Plany budowy zatwierdzono w 1908 r., a inwestycję zrealizowano w latach 1910-1911. 20 kwietnia 1911 r. nastąpiło uroczyste otwarcie Miejskiej Szkoły Wyższej dla Dziewcząt imienia Cesarzowej Augusty (Augusta-Schule Städtische Oberschule für Mädchen). W wyniku działań wojennych podczas oblężenia Wrocławia w 1945 r. budynek znaczenie ucierpiał. Odbudowany w znacznie uproszczonej formie modernistycznej oddany został do użytku w 1950 r.. Mieściły się tu szkoły powiązane z przemysłem chemicznym – Technikum Przemysłu Włókien Sztucznych Ministerstwa Przemysłu Chemicznego, od 1955 r. Technikum Chemiczne, później dołączając do tej szkoły Technikum Gazownicze. W 1994 r. utworzono tu także XXV Liceum Ogólnokształcące, natomiast od 2002 r. utworzono Zespół Szkół Chemicznych. Od 2007 r. mieści się tu Technikum nr 15 w ramach wymienionego zespołu szkół.
Natomiast zabudowa wolnych terenów po zniszczonych kamienicach na osiedlu Południe prowadzona była w latach 1964-1975. W rejonie ulicy Skwierzyńskiej powstała zabudowa mieszkaniowa osiedla "Anna". W roku 1962 zespół "Miastoprojektu" w składzie: Kazimierz Bieńkowski (kierownik zespołu), Janusz Łowiński, Wacław Kamocki oraz Tadeusz Izbicki, wygrał konkurs na projekt zabudowy tego rejonu miasta. Tak powstawały tu w kolejnych latach budynki w technologii wielkiej płyty. Inwestorem była Wrocławska Spółdzielnia Mieszkaniowa. I tak budynki przy ulicy Skwierzyńskiej 17-19 i 22-24, oraz ulicy Zaporoskiej 24-26 zostały oddane do użytkowania w grudniu 1971 r., a budynek przy ulicy Lubuskiej 1-3 w 1980 r. Pozostały, niezabudowany przez długie lata teren w kwartale ulica Skwierzyńska, Lubuska, Wincentego Stysia  (zachowały się tylko dwie kamienice przy ulicy Skwierzyńskiej 18 i 20), w latach 1996-1999 stał się miejscem inwestycji prowadzonej przez Spółdzielnię Mieszkaniową Wrocław-Południe (powstałej po podziale Wrocławskiej Spółdzielni Mieszkaniowej w 1995 r. na kilka odrębnych spółdzielni mieszkaniowych). Powstał tu zespół zabudowy zrealizowany przez Przedsiębiorstwo Budownictwa Uprzemysłowionego według projektu Biura Architektonicznego Bzdęga-Wiśniewski. Zespół projektowy w składzie: Tomasz Bzdęga, Marek Wiśniewski, Jerzy Chmura, Rafał Dudzik i Paweł Horn, został uhonorowany nagrodą pod patronatem Prezydenta Miasta Wrocławia w roku 1998 za wyróżniające się walory architektoniczne zbudowanego zespołu mieszkaniowo-usługowego .
Gajowice włączono do Wrocławia w 1868 r.. Zabudowa Gajowic uległa w dużej części zniszczeniom wojennym. W latach 60. i 70. XX wieku nastąpiła odbudowa osiedla Gajowice w ramach największej inwestycja mieszkaniowej w powojennej historii miasta. Powstałą wówczas większość zabudowy przy ulicy Skwierzyńskiej przy odcinku przebiegającym w ramach tego osiedla.
W XIX wieku, na zlecenie kupca Jacoba Manasse ceniony architekt Wilhelm Heller wykonał projekt rezydencji, która przybrała formę okazałej kamienicy w stylu neogotyku północnego. Zbudowano w 1899 r. budynek o pięciu kondygnacjach posiadał dekoracyjną fasadę z finezyjnymi balustradami balkonów i obramowaniami okiennymi, kartuszami herbowymi oraz efektownymi wykuszami. Uznaje się, iż była znakomitą wizytówką i podkreśleniem pozycji społecznej jej mieszkańców  . W latach 2014–2015 przeprowadzono gruntowną modernizację i rewitalizację budynku pod nazwą Casa Solare. Inwestorem była firma AB Andrzej Balcer. Powstało 18 lokali mieszkalnych dwu- i trzy-pokojowych, w metrażu od 44 do 95 m², na najwyższej kondygnacji penthaus, lokale usługowe na parterze, a w piwnicach komórki lokatorskie przynależne do każdego mieszkania. W budynku zamontowano windę. Adres całej inwestycji to ulica Skwierzyńska 21, Zaporowska 33 i Lwowska 43 .
W kwartale ulic: Skwierzyńska, Zaporoska i Gajowicka (rondo Żołnierzy Wyklętych), oraz sięgacza ulicy Szczęśliwej, od lutego 1998 r. do stycznia 2001 r. zrealizowano zabudowę kompleksem mieszkalno-usługowym o powierzchni 9.950 m² i kubaturze 53.250 m3. Projekt zabudowy wykonała pracownia Architekt s.c. Pracownia Projektowa na zlecenie inwestora, którym była Spółdzielnia Mieszkaniowa "Budowlani" we Wrocławiu, a wykonawcą Przedsiębiorstwo Budowlano-Projektowe MAT. Za ten projekt architekci: Juliusz Modlinger i Marek Wołyniec, otrzymali w czerwcu 2001 r. nagrodę przyznaną przez Towarzystwo Miłośników Wrocławia w ramach XIII Konkursu Klubu Budowniczych Wrocławia za najładniejszy budynek roku 2000.

Technikum nr 15
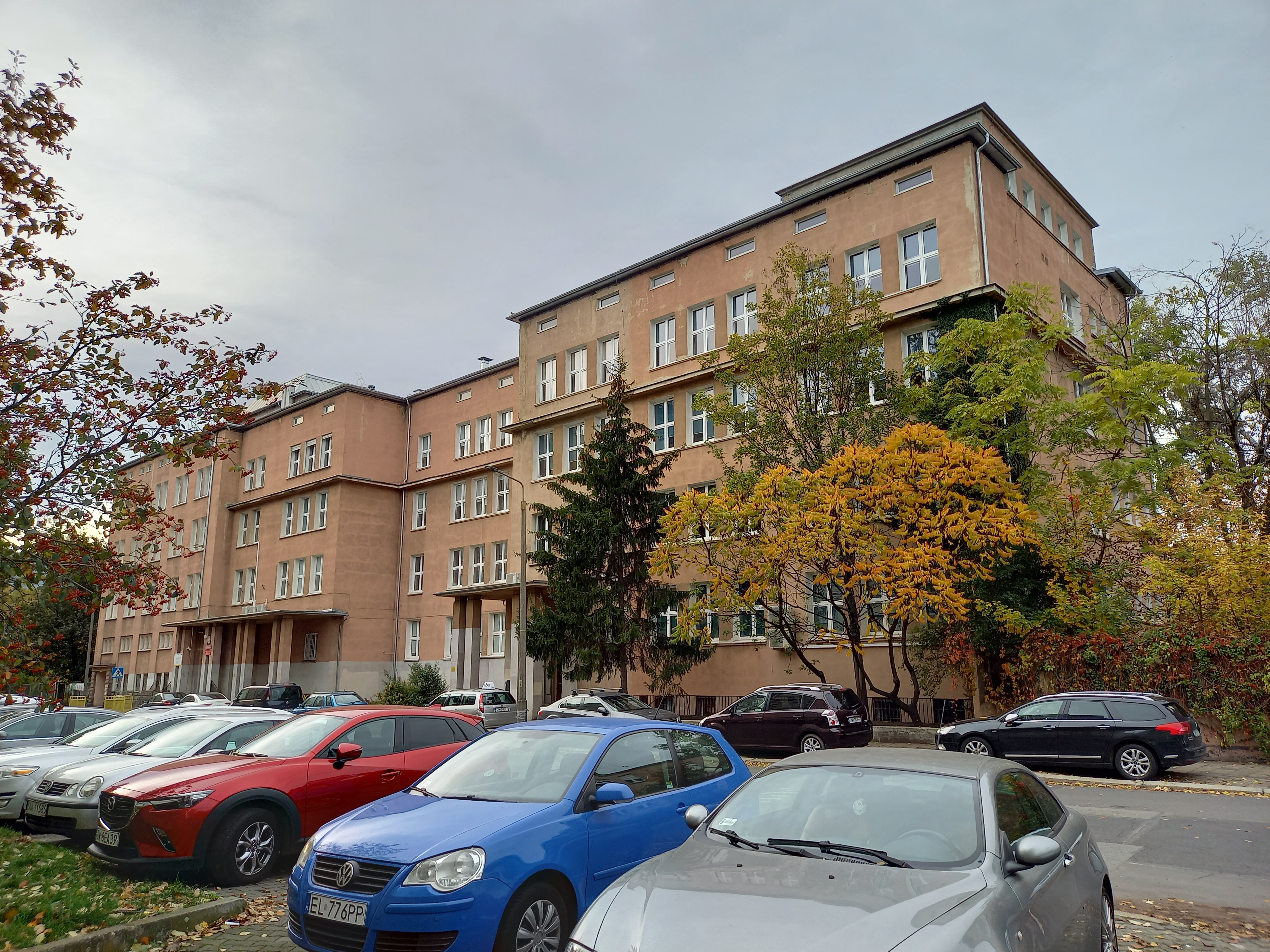
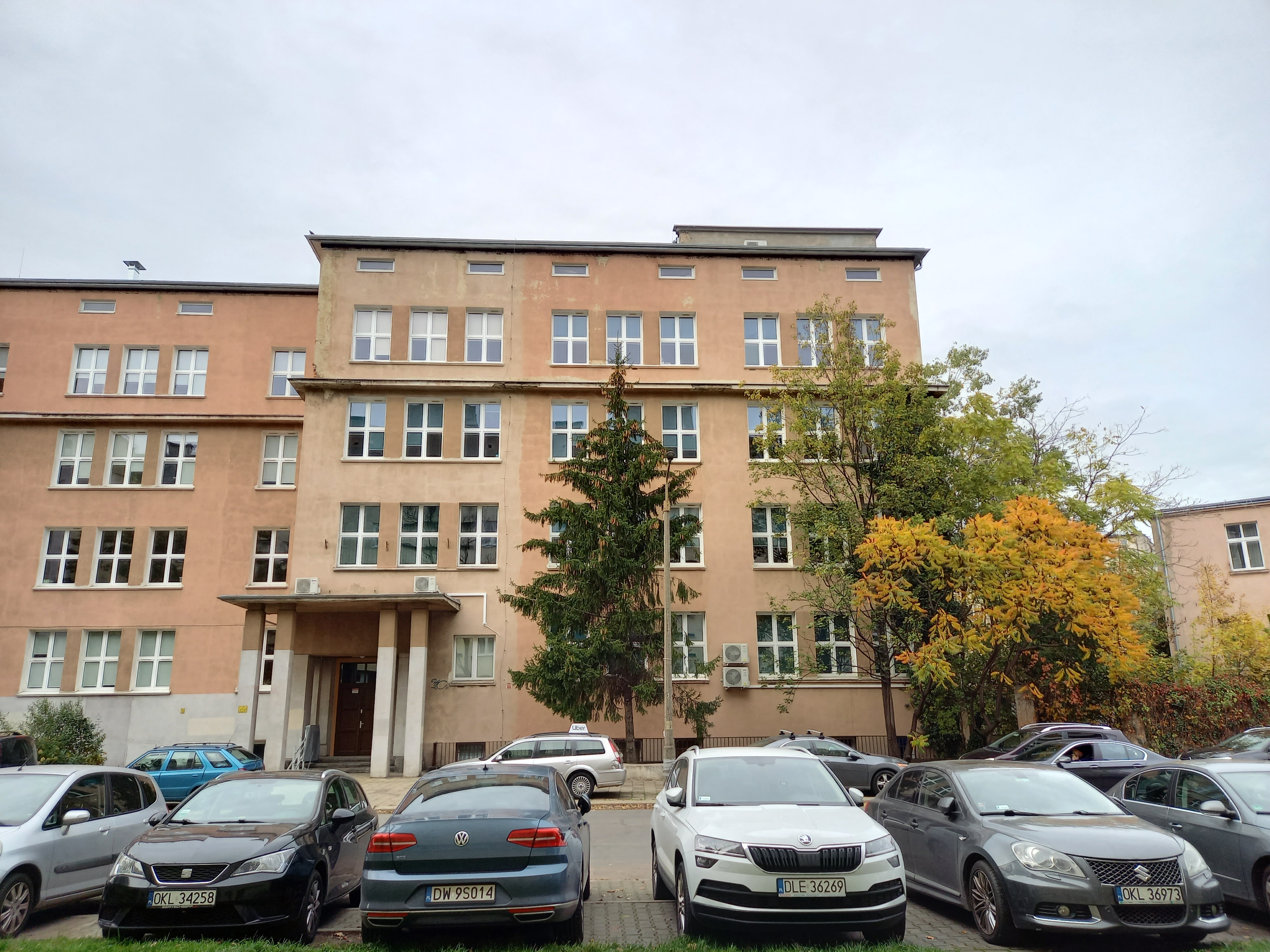
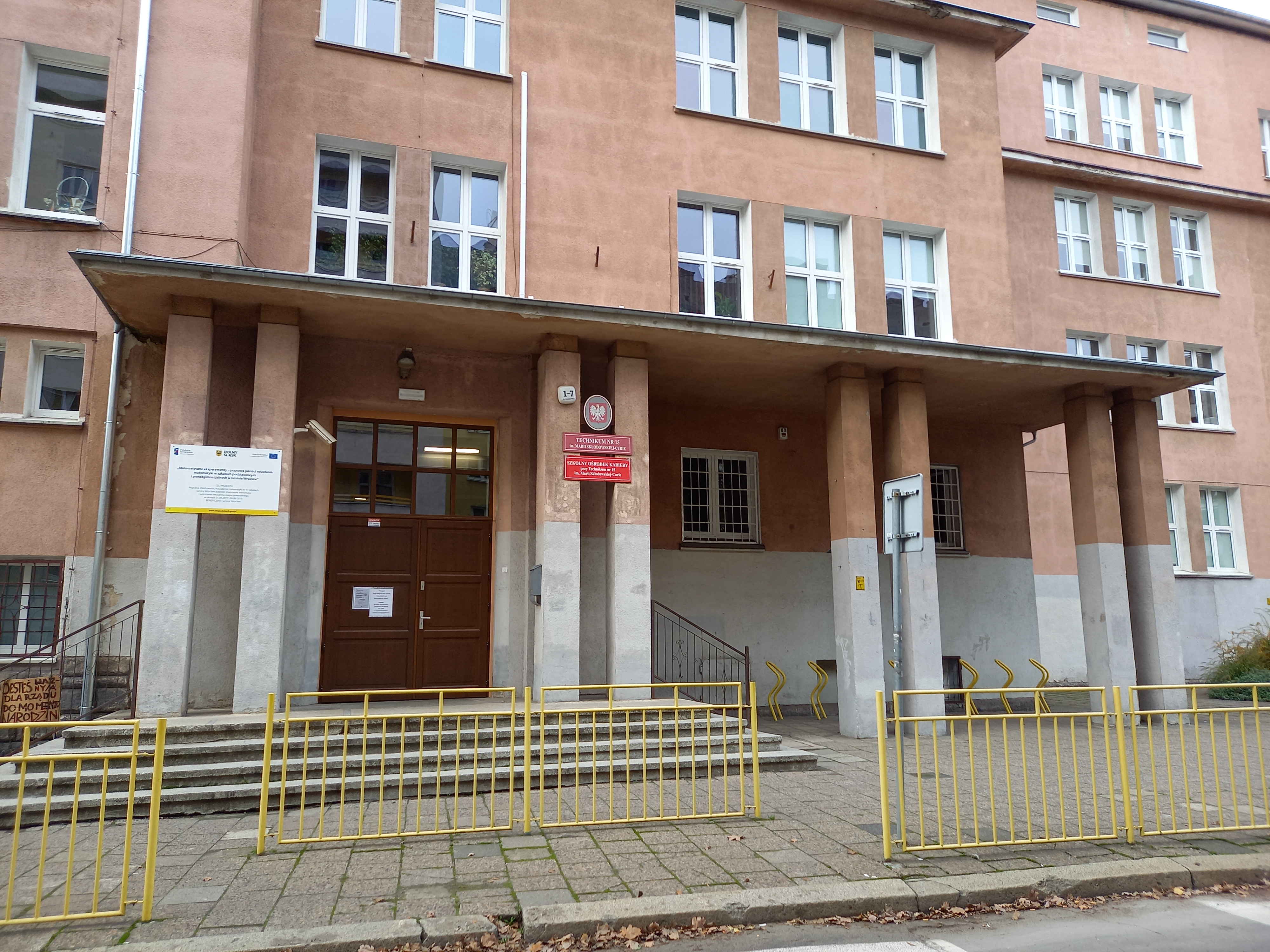
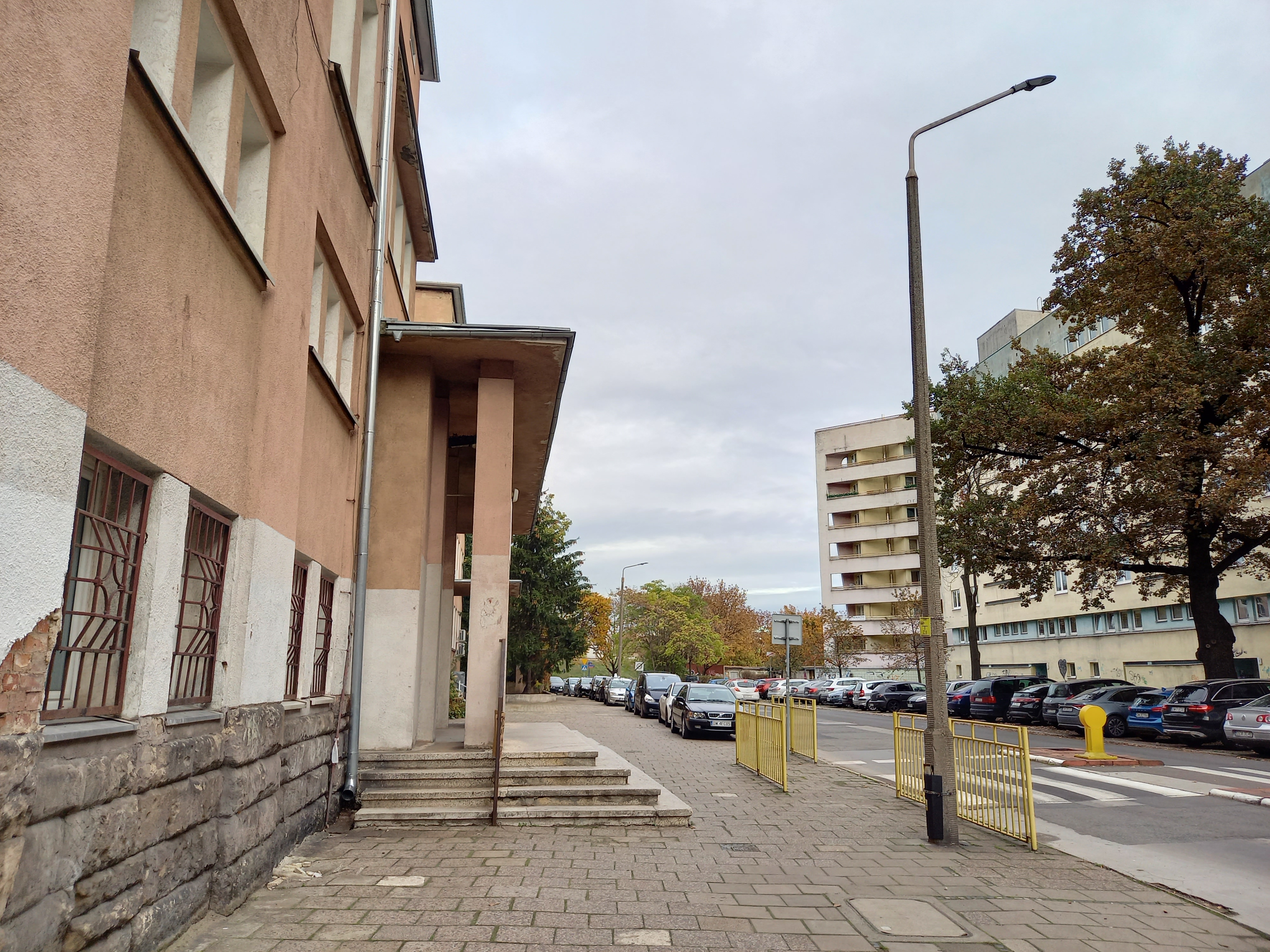
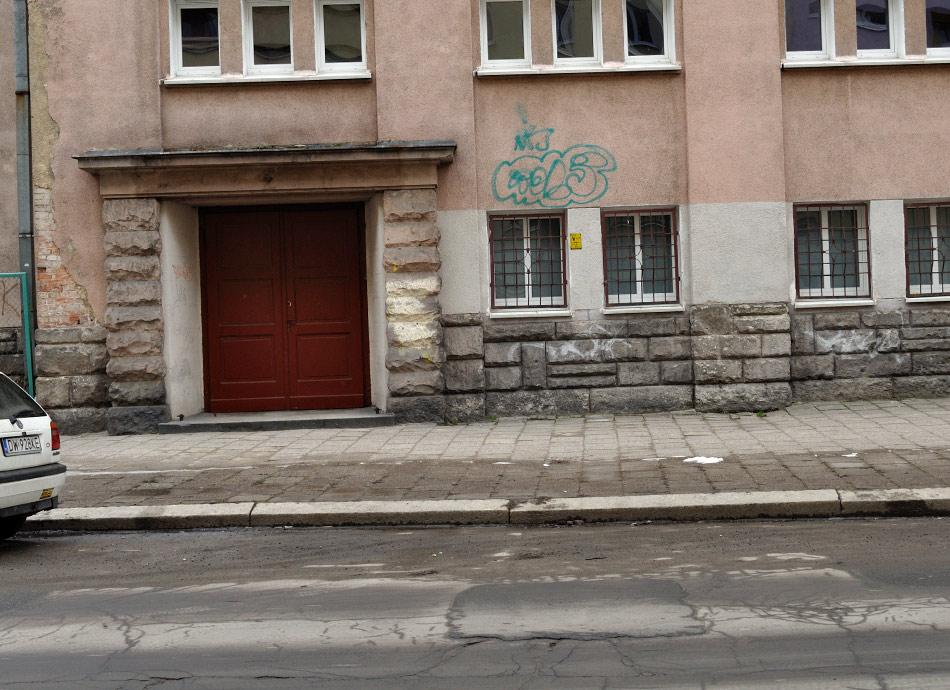

## Nazwy
W swojej historii ulica nosiła następujące nazwy:
- Schwerinstrasse, do 1946 r.[25]
- Skwierzyńska, od 1946 r.[1][25].

Niemiecka nazwa ulicy Schwerinstrasse upamiętniała Kurta Christopha von Schwerin, urodzonego 26.10.1684 r. w Löwitz koło Anklam, poległego 6.05.1757 r. w bitwie pod Pragą, hrabiego, generalnego feldmarszałeka. Współczesna nazwa ulicy została nadana przez Zarząd Wrocławia i ogłoszona w okólniku nr 33 z 15.05.1946 r..

## Układ drogowy
Do ulicy Skwierzyńskiej przypisana jest droga gminna nr 105655D o długości 745 m (numer ewidencyjny drogi G1056550264011). Na odcinku od ulicy Szczęśliwej do ulicy Żelaznej do drogi  przypisane są dwie jezdnie. Na niemal całej ulicy jezdnia posiada nawierzchnię z granitowej kostki brukowej, z wyjątkiem odcinka od ulicy Owsianej do ulicy Lubuskiej o nawierzchni z materiału bitumicznego.
Ulica łączy się z następującymi drogami publicznymi, kołowymi, oraz innymi drogami:
| rodzaj                        | droga                                                                                  | foto |
| ----------------------------- | -------------------------------------------------------------------------------------- | ---- |
| skrzyżowanie                  | ulica Owsiana                                                                          |      |
| włączenie do drogi publicznej | droga wewnętrzna (do ul. W. Stysia)                                                    |      |
| skrzyżowanie                  | ulica Lubuska                                                                          |      |
| włączenie do drogi publicznej | ciąg pieszo-rowerowy do ulicy W. Stysia (wzdłuż budynku ulica Wincentego Stysia 53-69) |      |
| włączenie do drogi publicznej | droga wewnętrzna (do ul. ks. Schneidera i T. Zielińskiego)                             |      |
| skrzyżowanie                  | ulica Lwowska ciąg pieszo-rowerowy (do ul. ks. Schneidera i T. Zielińskiego)           |      |
| skrzyżowanie                  | ulica Zaporoska                                                                        |      |
| skrzyżowanie                  | ulica Szczęśliwa                                                                       |      |
| skrzyżowanie                  | ulica Żelazna                                                                          |      |

Ulica położona jest na działkach ewidencyjnych o łącznej powierzchni 16 713 m2, wg poniższego zestawienia:
| numer                           | powierzchnia | zagospodarowanie | położenie                          | foto |
| ------------------------------- | ------------ | ---------------- | ---------------------------------- | ---- |
| nr 15, AM-33, obręb Południe    | 9.134 m2     | droga gminna     | od ul. Owsianej do ul. Zaporoskiej |      |
| nr 44/3, AM-13, obręb Grabiszyn | 7.579 m2     | droga gminna     | od ul. Zaporoskiej do ul. Żelaznej |      |

Współcześnie cała ulica znajduje się w strefie ograniczonej prędkości 30 km/h (z wyjątkiem skrzyżowań z ulicą Owsianą i Zaporoską). Ulica w ramach opisanej strefy, jak i przyległe ulice, wskazana jest dla ruchu rowerowego, a na odcinku jednokierunkowym od ulicy Zaporoskiej do ulicy Szczęśliwej przewidziano kontraruch. Ponadto wskazuje się tę ulicę jako istotną dla spójności przestrzeni publicznej osiedla. Ulicą Zaproską przebiegają linie autobusowe w ramach komunikacji miejskiej.

## Zabudowa i zagospodarowanie
Ulica rozpoczyna się od skrzyżowania z ulicą Owsianą, za którą na nasypie przebiega linia kolejowa nr 271 i linia kolejowa nr 273 .
Północno-zachodnia strona ulicy na odcinku od ulicy Owsianej do ulicy Lubuskiej to zabudowa szkoły, w tym dom mieszkalny dla pracowników przy ulicy Skwierzyńskiej 1 i gmach szkolny Technikum nr 15 przy ulicy Skwierzyńskiej 3-7, wraz boiskiem i strzelnicą . Dalej teren i w głębi blok mieszkalny przy ulicy Lubuskiej 1-3. Natomiast strona południowo-wschodnia dla tego odcinka obejmuje zespół garaży i kompleks zabudowy pierzejowej współczesnych budynków mieszkalnych oraz zachowanych dwóch kamienic przy ulicy Skwierzyńskiej od 4 do 20b.
Zagospodarowanie terenu przy ulicy Skwierzyńskiej na odcinku od ulicy Lubuskiej do ulicy Zaporoskiej to wolnostojące, powojenne bloki (w tym po stronie północno-zachodniej przy ulicy Skwierzyńskiej 17-19 i po stronie południowo-wschodniej przy ulicy Skwierzyńskiej 22-24 oraz Zaporoskiej 24-26) i tereny zieleni, w tym nazwane: Skwer Ptasi Zagajnik i Skwer ks. Schneidera.
Odcinek ulicy od ulicy Zaporoskiej do ulicy Szczęśliwej objęty jest ciągłą zabudową pierzejową. Po stronie północno-zachodniej są to zachowane kamienice przy ulicy Skwierzyńskiej 21-31 i powojenna zabudowa uzupełniająca przy ulicy Skwierzyńskiej 33 i Szczęśliwej 36. Ponadto w obrębie wnętrza międzyblokowego położone są oficyny przy ulicy Skwierzyńskiej 27a, 27b i 29a. Natomiast po stronie południowo-wschodniej ulicy teren zabudowany jest zespołem współczesnych budynków mieszkalno-usługowych o adresach: ul. Szczęśliwa 38-42a, Skwierzyńska 26-28b, Zaporoska 35-39f.
Ostatni odcinek ulicy, od ulicy Szczęśliwej do ulicy Żelaznej, po stronie północno-wschodniej zabudowany jest wolnostojącymi budynkami mieszkalnymi przy ulicy Skwierzyńskiej 35, 37 i 38, a po stronie południowo-zachodniej budynkiem przy ulicy Skwierzyńskiej od numeru 30 do 50. Ponadto za tym budynkiem położony jest teren obiektu edukacji o adresie: ulica Skwierzyńska 34a – Wrocławska Szkoła Przyszłości.
Ulica przebiega przez teren o wysokości bezwzględnej od 118,7 do 120,0 m n.p.m..

## Zieleń
Przy ulicy Skwierzyńskiej znajdują się dwa nazwane obszary zieleni miejskiej:
- Skwer Ptasi Zagajnik, o powierzchni 4.154 m²[b][44][47][48],
- Skwer ks. Schneidera, o powierzchni 2.988 m²[b][44][48][49].

Ponadto istnieje wskazanie tworzenia i zachowania szpalerów drzew wzdłuż ulicy.

## Demografia
Ulica przebiega przez kilka rejonów statystycznych o wysokim stopniu zaludnienia przy czym dane pochodzą z 31.12.2019 r..
| Rejon statystyczny nr | Ilość osób zameldowanych | Gęstość zaludnienia [lud./km²] | położenie                                                                                             |
| --------------------- | ------------------------ | ------------------------------ | --- |
| 931312                | 679                      | 11681                          | od ul. Owsianej do dr. wewn. i od ul. Lubuskiej do ul. Zaporoskiej strona pd-wsch                     |
| 931311                | 648                      | 7903                           | od ul. Owsianej do ul. Zaporoskiej strona pn-zach i fragment strony pd-wsch                           |
| 930760                | 1049                     | 33748                          | od ul. Zaporoskiej do ul. Szczęśliwej strona pn-zach                                                  |
| 930790                | 750                      | 9127                           | od ul. Zaporoskiej do ul. Żelaznej strona pd-wsch i od ul. Szczęśliwej do ul. Żelaznej strona pn-zach |

## Ochrona i zabytki
Przy ulicy i w najbliższym sąsiedztwie znajdują się następujące zabytki i inne obiekty historyczne:
| obiekt, położenie | powstanie, nr rej.                                                   | fotografia |
| --- | -------------------------------------------------------------------- | ---------- |
| odcinek od ul. Owsianej do ulicy Lubuskiej |                                                                      |            |
| Kamienica, ulica Skwierzyńska 18 | około 1910 r. gez: rodzaj ochrony – inny                             |            |
| Kamienica, ulica Skwierzyńska 20 | około 1915 r. gez: rodzaj ochrony – inny                             |            |
| odcinek od ul. Zaproskiej do ulicy Szczęśliwej |                                                                      |            |
| Kamienica z farbiarnią Kellinga i restauracją Felixa Grojeckiego, obecnie apartamentowiec Casa Solare, ulica Skwierzyńska 21 / ulica Zaporoska 33 | XIX/XX wiek, 2014 r. (remont, przebudowa) gez: rodzaj ochrony – inny |            |
| Kamienica, ulica Skwierzyńska 23 | około 1915 r. gez: rodzaj ochrony – inny                             |            |
| Kamienica, ulica Skwierzyńska 25 | około 1915 r. gez: rodzaj ochrony – inny                             |            |
| Kamienica, ulica Skwierzyńska 27 | około 1910-1915 r. gez: rodzaj ochrony – inny                        |            |
| Oficyna mieszkalna, ulica Skwierzyńska 27a | około 1905 r. gez: rodzaj ochrony – inny                             |            |
| Kamienica, ulica Skwierzyńska 29 | około 1905 r. gez: rodzaj ochrony – inny                             |            |
| Oficyna mieszkalna, ulica Skwierzyńska 29a | około 1910 r. gez: rodzaj ochrony – inny                             |            |
| Kamienica, ulica Skwierzyńska 31 | około 1910 r. gez: rodzaj ochrony – inny                             |            |

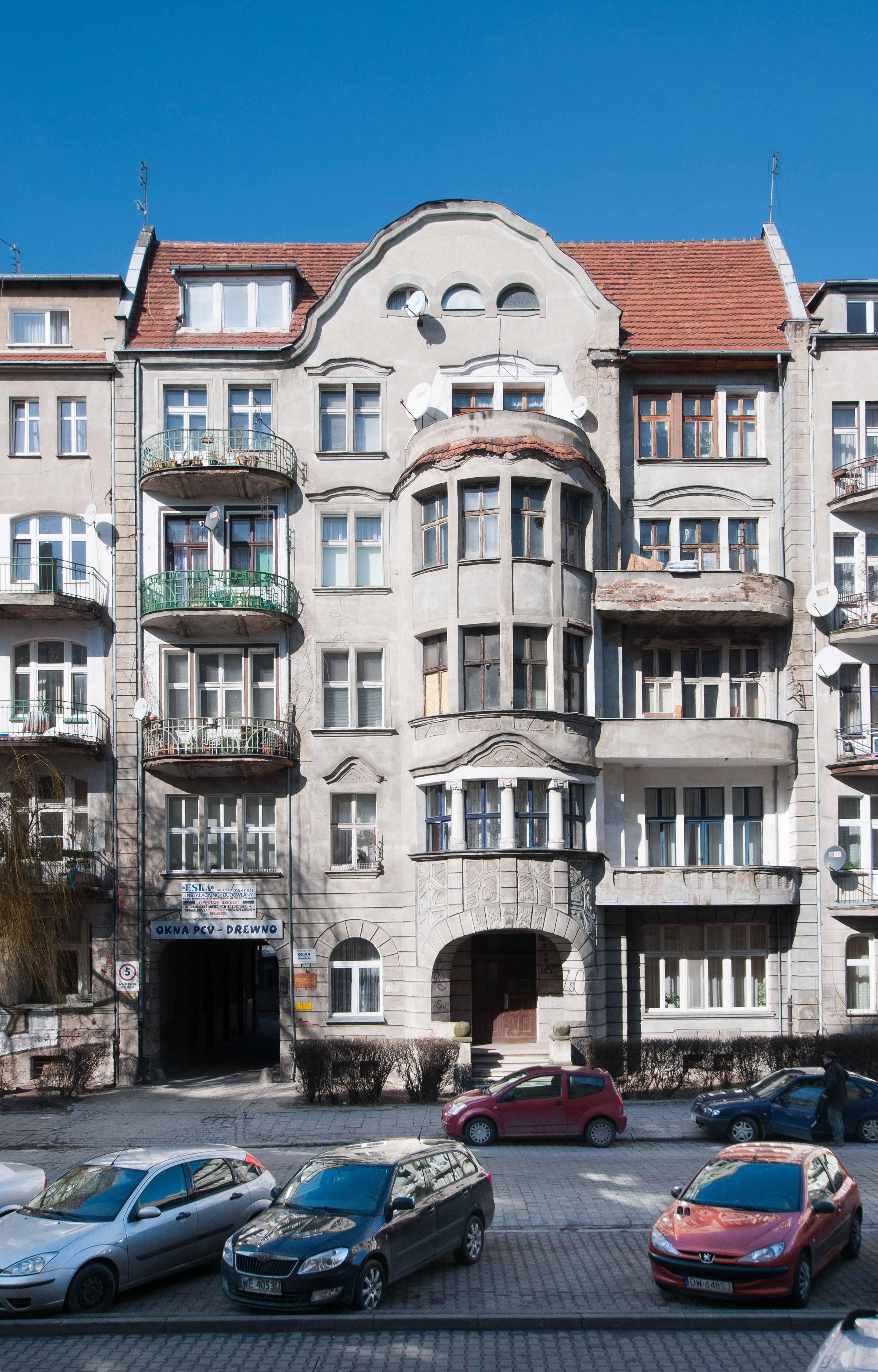
Ul. Skwierzyńska 29.

Zarówno dzielnica Południe jak i Gajowice jako całość ujęte są w gminnej ewidencji zabytków.

## Osiedle kompletne
Ulica Skwierzyńska na całej swej długości przebiega przez obszar tzw. osiedla kompletnego – Śródmieście Południowe – wskazanego przez urbanistów. W ramach standardów określonych w tym projekcie wyznaczono kierunki rozwoju tego obszaru, także na podstawie konsultacji społecznych, a ich realizacja oparta jest na Wytycznych przestrzennych na rzecz osiedli kompletnych . Dla obszarów i elementów zagospodarowania przestrzennego związanych z ulicą Skwierzyńską wskazano między innymi na takie elementy jak połączenia piesze i rowerowe, miejsca odpoczynku i spotkań, przebywania i spędzania czasu, sprzyjania bioróżnorodności m.in. tworzenie szpalerów drzew i utrzymaniu zieleni wysokiej, promocji aktywnego trybu życia.

## Baza TERYT
Dane Głównego Urzędu Statystycznego z bazy TERYT, spis ulic (ULIC):
- województwo: dolnośląskie (02)
- powiat: Wrocław (0264)
- gmina/dzielnica/delegatura: Wrocław (0264011) gmina miejska
- Miejscowość podstawowa: Wrocław (0986283) miasto
- Gmina/dzielnica/delegatura: Wrocław-Krzyki (0264039), Wrocław-Fabryczna (0264029)
- Nazwa ulicy: ul. Skwierzyńska (20189).